# Jílovitá břidlice
Jílovitá břidlice je jemnozrnná usazená hornina, která vznikla zpevněním jílovitých sedimentů. Při postupném narůstání míry diageneze vzniká postupně řada jíl-jílovec-jílovitá břidlice. Patří mezi nejběžnější usazené horniny.

## Složení
Jílovité břidlice obsahují kromě základní jílovité hmoty klasty muskovitu, křemene a v menší míře i živců. Jílové minerály představují zejména illit a kaolinit. V případě, že hornina obsahuje větší množství příměsi písku, označuje se jako písčitá břidlice. Pokud obsahuje zvýšený obsah kalcitu, je to vápnitá břidlice. Uhelné nebo bitumenózní břidlice obsahují větší objem uhlíku nebo organických látek. I běžné břidlice často obsahují 1 % organických látek, to spolu s jejich jemnozrnnou strukturou, která zabraňuje jejich volnému úniku, způsobuje, že mohou být mateřskou horninou nebo dobrou pastí, v jejímž podloží se nachází ložisko surovin.

## Vlastnosti
Jílovité břidlice mají typické poznávací znaky, které lze určit i makroskopicky. Hornina je typická tenkou laminací, rozvrstvená, má nepravidelný až jehličkovitý rozpad, většinou rovnoběžný se směrem břidličnatosti. Jednotlivé vrstvy nemívá tlustší než 10 cm. Barva břidlic vyjadřuje chemické a minerální složení. Červenou, fialovou až hnědou barvu způsobují ionty Fe3+. Zelené břidlice obsahují Fe2+. Příměsi pyritu a grafitu způsobují tmavé zbarvení.
Díky jemným částicím mohou být v jílových sedimentech, které byly později zpevněny na břidlice, dobře zachovány různé textury jako stopy živočichů, či přímo jejich fosilie.

## Vznik

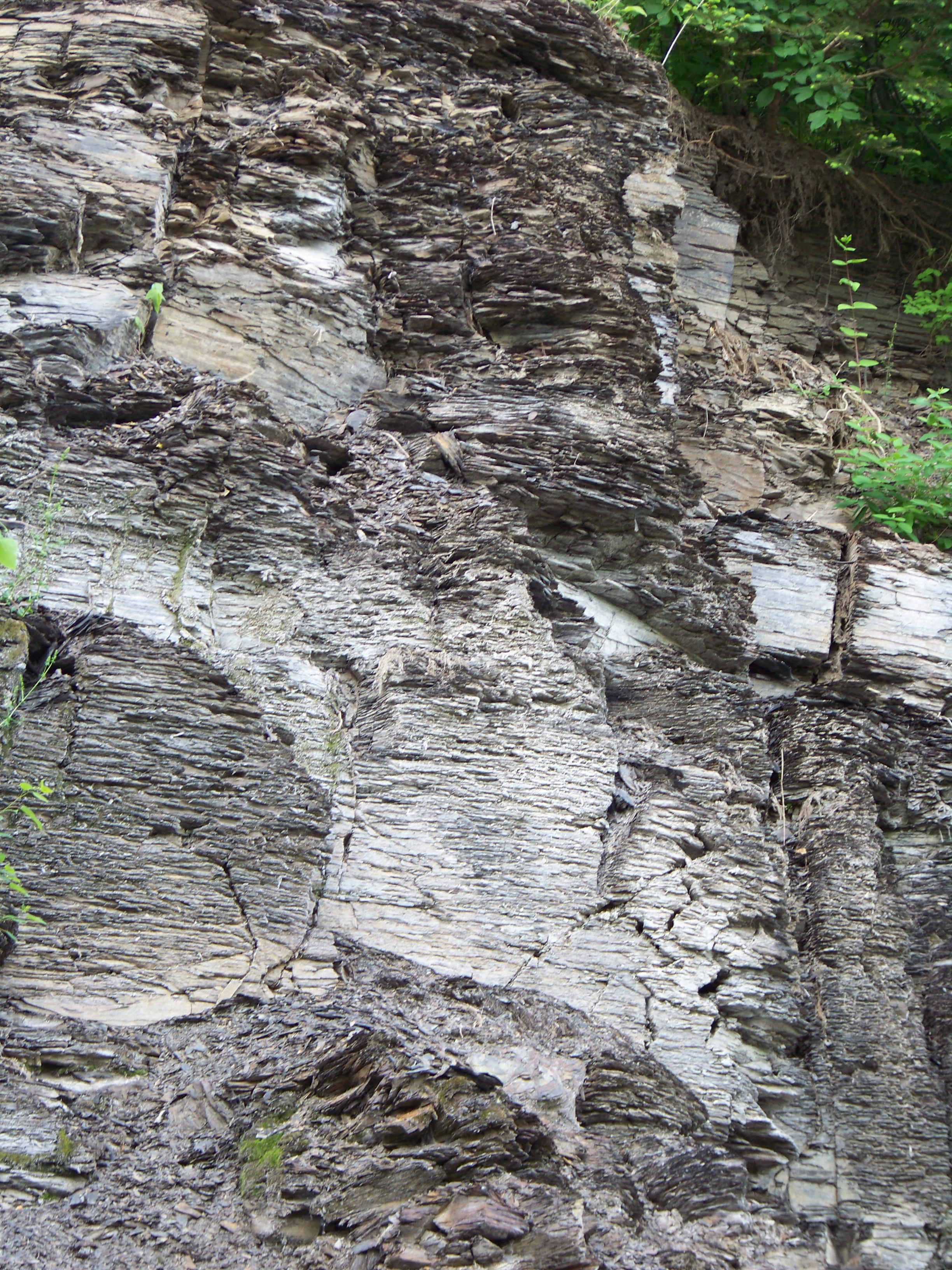
Marcelluské břidlice v USA, na odkryvu lze pozorovat typický břidličnatý rozpad horniny

Jílovité břidlice vznikají při pokračování procesu kompakce jílovců. Jejich podstatnou část tvoří nejmenší částice velikosti řádově několik mikrometrů, které zůstávají ve vodě delší dobu i poté, co se usadí těžší složky. Usazují se nejčastěji tam, kde je energie transportních proudů nejnižší. Jsou proto časté v jezerech, lagunách, říčních deltách, záplavových vějířích a při mořském pobřeží. Usazují se také na klidném šelfu v hlubší a klidné vodě. Jílovce a jílovité břidlice tvoří tenké mezivrstvy ve flyši. Představují období klidné sedimentace v hlubokovodním prostředí, mezi dvěma podmořskými sesuvy.
Tmavé břidlice vznikají v anoxickém, redukčním prostředí, kde je jen slabé proudění vody. Jsou bohaté na nezoxidovaný uhlík. Někdy se v nich proto zachovává pyrit nebo minerály mědi.
Pokud jsou břidlice dále vystaveny vyššímu tlaku a teplotě, vznikají z nich přeměněné horniny označované jako krystalické břidlice.

## Výskyt
Břidlice jsou jedny z nejběžnějších hornin. V ČR se hojně vyskytují např. v Nízkém Jeseníku a Barrandienu. Na Slovensku jsou typické ve všech oblastech. Významné jsou například spodnětriasové verfénské břidlice s vylouhovaným vápencem (rauwack) na bázi fatrika. Také břidlice karpatského keupru, které se usazovaly během dočasné změny klimatu v noriku. V hroniku jsou typické břidlice flyšoidních lunzských vrstev středního karnu, které rozdělují dolomitové formace Chočského příkrovu na spodní ramsauský a svrchní hauptdolomit. Jurské (toark) tzv. mariatálské břidlice v Malých Karpatech byly kdysi dobývány u Bratislavy jako pokrývačské břidlice. Na některých místech v nich bylo zaznamenáno i manganové zrudnění.

## Použití

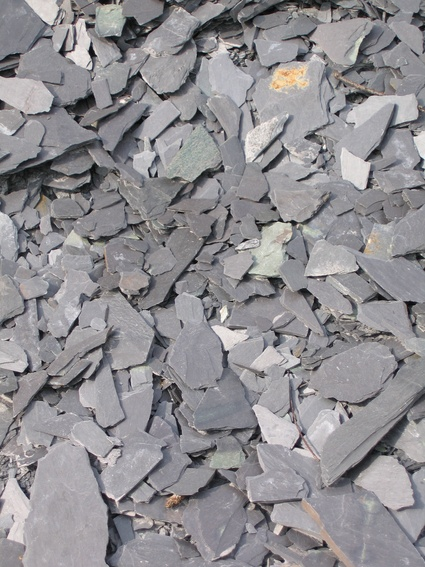
Pokrývačská břidlice s charakteristickým břidličnatým rozpadem

Některé pevné a dobře štípatelné jílovité břidlice se používají jako obkladový materiál ve stavebnictví. Břidlice se v minulosti používaly jako střešní krytina (tzv. pokrývačské břidlice). V současnosti je toto využití omezeno na opravy historických staveb nebo specifické oblasti výstavby, kde se břidlice používala jako tradiční pokrývačský materiál (např. Bretaň ve Francii a některé oblasti Belgie). Z břidlic se také v minulosti vyráběly tabulky na psaní. Používaly se ve školách, psalo se na ně křídou. Z břidlic se vyrábí i desky pro kulečníkové stoly.
Břidlice také mohou být zdrojovou horninou zemního plynu.